# W pogardzie i chwale. Wojciech Korfanty
W pogardzie i chwale. Wojciech Korfanty – polski dokument fabularyzowany z 2009 w reżyserii Aleksandry Fudali i Macieja Muzyczuka, przedstawiający sylwetkę polskiego przywódcy narodowego Wojciecha Korfantego.
Film został nagrodzony podczas Polonijnego Festiwalu Multimedialnego „Polskie ojczyzny” w Częstochowie w roku 2010, otrzymując II nagrodę w kategorii filmu dokumentalnego.
W filmie ukazana została walka Korfantego o polskość Górnego Śląska w ławach Reichstagu oraz w Polskim Komisariacie Plebiscytowym. Korfanty został ukazany jako przenikliwy organizator życia gospodarczego, którego działania nie spotkały się ze zrozumieniem u części polskiego społeczeństwa przed II wojną światową. W scenach fabularyzowanych w rolę działacza i polityka wcielili się: Bogdan Tosza i Łukasz Warmiński. W sekcjach dokumentalnych utrwalono m.in. wypowiedzi: spokrewnionego z Wojciechem Korfantym Bronisława Korfantego, Hanny Tarnowskiej (przyjaciółki rodziny), prof. Henryka Przybylskiego, prof. Zygmunta Woźniczki, prof. Marka Czaplińskiego, dr Jadwigi Lipońskiej-Sajdak, prof. Wojciecha Wrzesińskiego. Dokument powstał na zamówienie TVP Historia. Zrealizował go katowicki oddział Telewizji Polskiej, przy współfinansowaniu Urzędu Marszałkowskiego Województwa Śląskiego i Zespołu Pieśni i Tańca „Śląsk”. W produkcji wykorzystano materiały archiwalne Filmoteki Narodowej, Muzeum Historii Katowic, Muzeum Śląskiego, Biblioteki Śląskiej, Muzeum Miejskiego w Siemianowicach Śląskich, Narodowego Archiwum Cyfrowego.